# Baldr Force EXE
Baldr Force EXE är ett actionshooter-spel utvecklat av Alchemist till Dreamcast, PC och Playstation 2.